# Vrachonisída Venétiko (ö i Grekland, Peloponnesos)
Vrachonisída Venétiko är en ö i Grekland.   Den ligger i regionen Peloponnesos, i den södra delen av landet, 220 km sydväst om huvudstaden Aten. Arean är 1,0 kvadratkilometer.
Terrängen på Vrachonisída Venétiko är lite kuperad. Öns högsta punkt är 176 meter över havet. Den sträcker sig 1,7 kilometer i nord-sydlig riktning, och 0,9 kilometer i öst-västlig riktning.